# Pusty dom (film 2004)
Pusty dom (kor.: 빈집, MOCT: Bin-jip, także jako 3-Iron) – japońsko-południowokoreański film z 2004 w reżyserii Kim Ki-duka.

## Opis fabuły
Główny bohater Tae-suk (postać grana przez Jae Hee) rozwozi po okolicy ulotki reklamujące jedzenie na wynos, które przykleja przy dziurkach od kluczy. Później wraca do mieszkań, w których właściciele nie usunęli ulotek, zakładając że są puste. Wprowadza się do tych mieszkań podczas nieobecności właścicieli i przy okazji pierze ich odzież i dokonuje drobnych napraw. Pewnego dnia włamuje się do mieszkania, które wbrew pozorom jest zamieszkane – przez Sun-hwa – ofiarę przemocy domowej (w tej roli Lee Seung-yeon). Oboje rozpoczynają cichy, wręcz niemy związek, i wędrują z jednego mieszkania do innego.
Miłość pomiędzy skrzywdzoną kobietą i milczącym nieznajomym jest bez słów. Cisza jest narracją filmu ze względu na bardzo ograniczone dialogi.

## Obsada
- Lee Seung-yeon jako Sun-hwa
- Lee Hyun-kyoon jako Tae-suk (gra pod nazwiskiem Jae Hee)
- Kwon Hyuk-ho jako Min-gyu (mąż)
- Choi Jeong-ho jako Jailor
- Lee Ju-seok jako Syn Starego Człowieka
- Lee Mi-suk jako Synowa Starego Człowieka
- Moon Sung-hyuk jako Sung-hyuk
- Park Jee-ah jako Jee-ah
- Jang Jae-yong jako Hyun-soo
- Lee Dah-hae jako Ji-eun
- Kim Han jako Mężczyzna w studio
- Park Se-jin jako Kobieta w Studio
- Park Dong-jin jako Detektyw Lee
- Lee Jong-su jako Mężczyzna, który wrócił z rodzinnej wycieczki
- Lee Ui-soo jako Kobieta, która wróciła z rodzinnej wycieczki